# Mantidactylus alutus
Mantidactylus alutus – gatunek pospolitego na Madagaskarze płaza bezogonowego z rodziny mantellowatych (Mantellidae).

## Morfologia
Samce i samice różni wielkość ciała. Pierwsze osiągają 2,4–2,6 cm, ostatnie − 2,6–3,1 cm.
Skóra grzbietu nieznacznie ziarnista, różnej barwy, często jasnobrązowa z ciemniejszymi znaczeniami, niekiedy z paskiem okolicy kręgów, wytwarza grzbietowo-boczne fałdy.
Samiec cechuje się pojedynczym workiem rezonansowym na podgardlu. Staw skokowy górny sięga nieraz do nozdrza, nieraz do oka. U samców na udach obserwuje się duże gruczoły. Błona pławna występuje jedynie na kończynach tylnych.

## Występowanie
Płaza spotyka się wyłącznie na Madagaskarze, na wschodzie i w centrum wyspy. Występuje on od Ambohitantely aż po Ranomafana. Jest to jedyny przedstawiciel endemicznych dla Madagaskaru mantellowatych spotykany w Antananarywie (gdzie spotyka się go m.in. w ogrodzie Tsimbazaza).
Zwierzę bytuje na wysokościach 1000–2000 m n.p.m. Jego siedlisko stanowią okolice niewielkich wód płynących, przesięków, górski las i jego skraj, a także tereny rolnicze, jak pola ryżowe, czy miejskie (ogrody Antananarywy). Prowadzi skryty tryb życia i ukrytego w trawie nawołującego za dnia płaza nie widać, słychać za to jego głos. Nocą zdarza mu się nawoływać z bardziej wyeksponowanych miejsc. Jego odgłos to seria 5–15 dźwięków.

## Rozmnażanie
Zachodzi w niewielkich zbiornikach wodnych z udziałem kijanek.

## Status
M. alutus występuje pospolicie, a jego liczebność utrzymuje się na stałym, przypuszczalnie wysokim poziomie.
Wydaje się, że ten gatunek, posiadając duże zdolności przystosowawcze, nie jest zagrożony wyginięciem.
Zamieszkuje on 2 tereny chronione: Park Narodowy Ranomafana i Réserve Spéciale d’Ambohitantely.